# Barbara Makowska
Barbara Makowska z d. Niewiadomska (ur. 13 sierpnia 1967) – polska siatkarka, wieloletnia reprezentantka Polski (1987-1995), uczestniczka mistrzostw Europy, medalistka mistrzostw Polski i Niemiec.

## Życiorys
Z reprezentacją Polski juniorek wystąpiła na mistrzostwach Europy w 1986, zajmując 6. miejsce. W reprezentacji Polski seniorek debiutowała 24 czerwca 1987 w towarzyskim meczu z Niemiecką Republiką Demokratyczną. Czterokrotnie wystąpiła w mistrzostwach Europy (1987 – 11 m., 1989 – 10 m., 1991 – 9–10 m., 1995 – 9–10 m.). Ostatni raz wystąpiła w drużynie narodowej 28 września 1995 w meczu mistrzostw Europy z Niemcami. Łącznie w latach 1987–1995 wystąpiła w 236 meczach reprezentacji, w tym 200 oficjalnych.
Jako zawodniczka klubu Płomień Milowice zdobyła srebrny (1989) i dwukrotnie brązowy (1984 i 1990) medal mistrzostw Polski, z drużyną BKS Stal Bielsko Biała sięgnęła dwukrotnie po srebro (1992 i 1994) i raz po brąz (1993) mistrzostw. Po zakończeniu sezonu 1993/1994 wyjechała do Niemiec, grała następnie w Schweriner SC (1994-1998), zdobywając mistrzostwo Niemiec w 1995 i 1998, wicemistrzostwo w 1997 i brązowy medal w 1996. Jej ostatnim klubem w karierze był Dresdner SC (1998-2002), z którym zdobyła mistrzostwo (1999) i wicemistrzostwo (2002) Niemiec. Zakończyła karierę w 2002 i od tego czasu pracuje jako II trener Dresdner SC.